# Albești (Mureș)
Pour les articles homonymes, voir Albești et Weisskirchen.
Albești (Fehéregyháza en hongrois, Weißkirch bei Schäßburg en allemand) est une commune roumaine du județ de Mureș, dans la région historique de Transylvanie et dans la région de développement du Centre.

## Géographie
La commune d'Albești est située dans le sud-est du județ, dans la vallée de la Târnava Mare, à la limite avec le județ de Harghita, à 3 km à l'est de Sighișoara et à 59 km au sud-est de Târgu Mureș, le chef-lieu du județ. Au nord de la commune se trouvent les collines de Târnava Mică et au sud le Plateau Hârtibaci.
La commune est composée des neuf villages suivants (population en 2002) :
- Albești (3 064), siège de la municipalité ;
- Bârlibășoaia (0) ;
- Boiu (1 522) ;
- Jacu (15) ;
- Șapartoc (43) ;
- Țopa (361) ;
- Valea Albeștului (234) ;
- Valea Dăii (4) ;
- Valea Șapartocului (223).

Les villages d'Albești et de Valea Șapartocului sont quasiment des faubourgs de Sighișoara.

## Histoire
La première mention écrite de la commune date de 1231 sur un décret du roi André II de Hongrie dans lequel il est demandé au comte Nicolas de Sibiu de fortifier le village de Albae Acclesie (église blanche, traduction du nom hongrois du village).
En 1448, un monastère franciscain est créé. Ils furent remplacés par la suite par des Dominicains.
En 1710, dans le village de Boiu, la famille Haller fait édifier un château dans le style Renaissance tardive.
La commune d'Albești a appartenu au royaume de Hongrie, puis à l'empire d'Autriche et à l'Empire austro-hongrois.
Le 31 juillet 1849, lors de la révolution contre la monarchie autrichienne a lieu une bataille importante à Albești (connue sous le nom de bataille de Segesvar) pendant laquelle disparut Sándor Petőfi, le grand poète hongrois.
En 1876, lors de la réorganisation administrative de la Transylvanie, Albești a été rattachée au comitat de Udvarhely.
La commune d'Albești a rejoint la Roumanie en 1920, au traité de Trianon, lors de la désagrégation de l'Autriche-Hongrie. Elle a été de nouveau occupée par la Hongrie de 1940 à 1944, période durant laquelle la petite communauté juive a été exterminée par les nazis.
Elle est redevenue roumaine en 1945 et a rejoint le județ de Mureș en 1968 à l'occasion de la réorganisation administrative du pays.

## Politique
| Parti | Parti                                                 | Sièges |
| ----- | ----------------------------------------------------- | ------ |
|       | Parti social-démocrate (PSD)                          | 5      |
|       | Parti national libéral (PNL)                          | 5      |
|       | Union démocrate magyare de Roumanie (UDMR)            | 2      |
|       | Alliance des libéraux et démocrates (ALDE)            | 2      |
|       | Union nationale pour le progrès de la Roumanie (UNPR) | 1      |

## Religions
En 2002, la composition religieuse de la commune était la suivante :
- Chrétiens orthodoxes, 74,95 % ;
- Réformés, 17,65 % ;
- Catholiques romains, 3,54 % ;
- Unitariens, 1,53 % ;
- Adventistes du septième jour, 1,02 %.

## Démographie
En 1900, la commune comptait 3 038 Roumains (60,36 %), 1 312 Hongrois (26,07 %) et 194 Allemands (3,85 %).
En 1930, on recensait 3 451 Roumains (64,57 %), 1 264 Hongrois (23,65 %), 250 Allemands (4,68 %), 21 Juifs (0,39 %) et 358 Tsiganes (6,70 %).
En 2002, 3 588 Roumains (65,09 %) côtoient 1 174 Hongrois (21,47 %) et 712 Tsiganes (13,02 %). On comptait à cette date 1 800 ménages et 1 680 logements.
| 1850  | 1880  | 1900  | 1910  | 1930  | 1956  | 1977  | 1992  | 2002  |
| ----- | ----- | ----- | ----- | ----- | ----- | ----- | ----- | ----- |
| 3 144 | 4 029 | 4 794 | 5 033 | 5 345 | 5 402 | 6 505 | 5 494 | 5 466 |

| 2007  | - | - | - | - | - | - | - | - |
| ----- | - | - | - | - | - | - | - | - |
| 5 696 | - | - | - | - | - | - | - | - |

## Économie
L'économie de la commune repose sur l'agriculture et l'exploitation des forêts (transformation du bois).

## Communications

### Routes
Albești est située sur la route nationale DN13 (Route européenne 60) Târgu Mureș-Sighișoara-Brașov.

### Voies ferrées
La commune est traversée par la ligne de chemin de fer Mediaș-Sighișoara-Odorheiu Secuiesc.

## Lieux et monuments

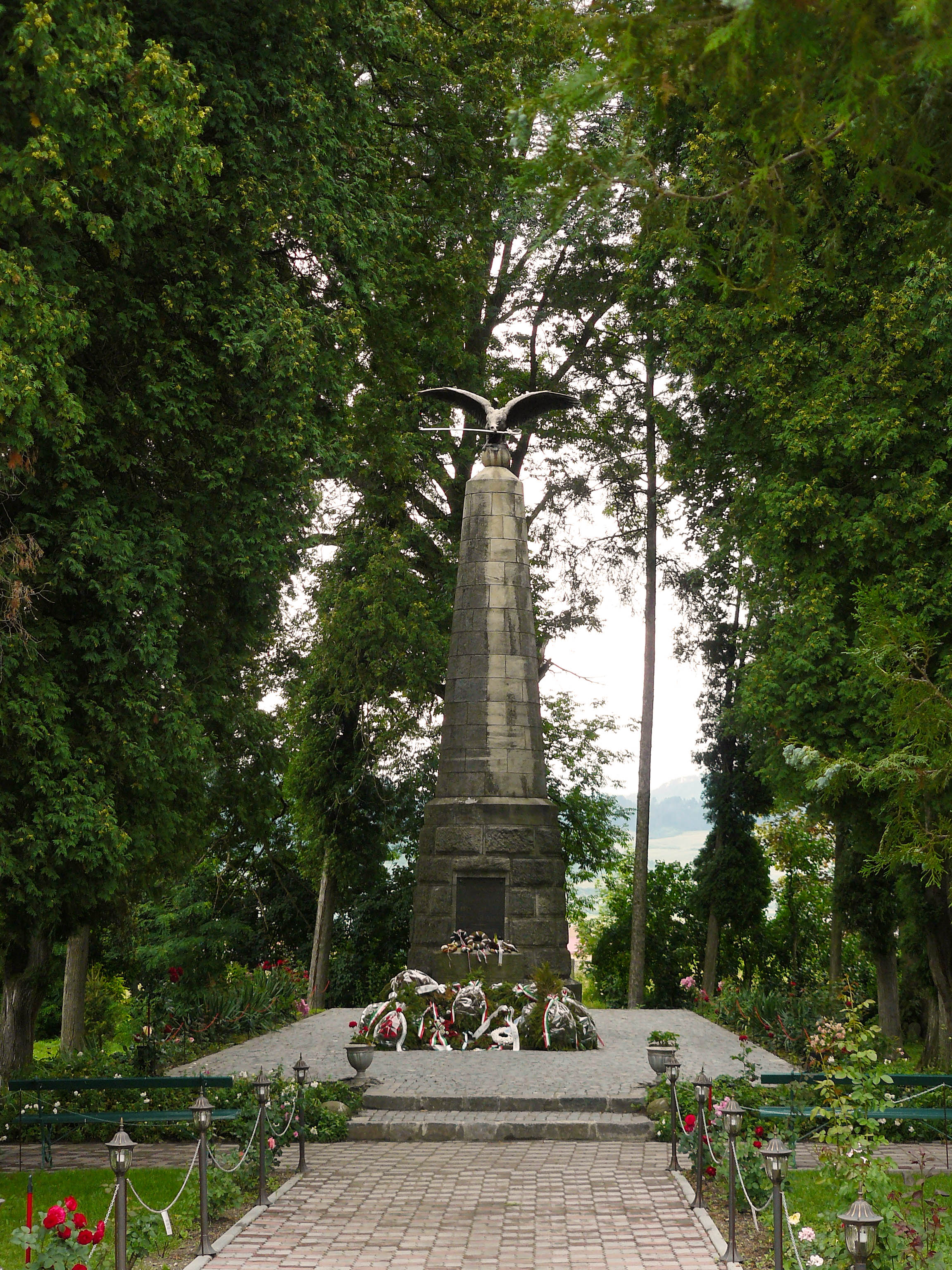
Monument de la bataille contre les troupes impériales autrichiennes

- Albești, église réformée de style gothique XVe siècle.

- Țopa, château Bethlen (XVIIe siècle).

- Jacu, monastère orthodoxe St Nicolas (Sf Nicolae) construit en 1977.

- Boiu, château Haller (XVIIe siècle et XVIIIe siècle).

- La municipalité accueille un musée consacré au poète hongrois Sándor Petőfi et à la bataille contre les troupes impériales autrichiennes en 1849 lors de laquelle il trouva la mort dans cette localité.